# خيون العبيد
الشيخ خيون العبيد سياسي عراقي، ولد في محافظة ذي قار،البدعة وهو زعيم قبيلة العبوده وكان نائبًا عن لواء المنتفق في المجلس التأسيسي ونائبًا في مجلس الأعيان في العهد الملكي، وكان من كبار الإقطاعيين.

## نسبه
هو خيون بن عبيد بن جبير بن عباس بن حمزه بن مطرود بن شمخي بن روضان بن حمد بن عبد المؤمن بن محمود بن عبد الله المعز بن صالح الاجرد إلى عبدا لقيس بن افصى بن دعمى بن جديلة بن أسد بن ربيعه بن نزار بن عدنان، ولد في الشطرة سنة 1897م.

## الوظائف التي تولاها
1- قائممقام قضاء الشطرة. سنة 1915 في لواء المنتفق في عهد العراق العثماني.
2- قائم مقام قضاء الشطرة في عهد الاحتلال الإنكليزي.
3- نائب في البرلمان وعضواً في مجلس الاعيان 

## وفاته
توفى خيون العبيد سنة 1970 و دفن في النجف.